# Lago Togo
El lago Togo (en francés: Lac Togo) es un lago de 64 kilómetros cuadrados en el país africano occidental de Togo, separado por una estrecha franja de la costa. Es un lugar popular para practicar deportes acuáticos. Algunas ciudades se encuentran a orillas del lago incluyendo Agbodrafo y Togoville. El nombre se deriva de "to" que, que significa "agua", y "go", que significa "borde" o "tierra". El lago es conocido por sus festivales de pesca, de hecho, está llena de pescados como la carpa, el lenguado o el rodaballo.